# Pastinaca angulosa
Pastinaca angulosa är en flockblommig växtart som beskrevs av Joseph Dulac. Pastinaca angulosa ingår i släktet palsternackor, och familjen flockblommiga växter. Inga underarter finns listade i Catalogue of Life.